# Смирнова, Матрёна Платоновна
Смирно́ва Матрёна Плато́новна (21 ноября 1913, село Русский Ишим Городищенского уезда Пензенской губернии – 29 ноября 1981, село Русский Ишим Городищенского района Пензенской области) – русская поэтесса, член Союза писателей СССР с 1964 года.

## Биография
Родилась в 1913 году в селе Русский Ишим в семье крестьянина Платона Васильевича Ховрина. Матрёна была второй из четверых детей. Окончила 3 класса начальной школы. С двенадцати лет начала работать как взрослые: жала, молотила и пряла. В 17 лет окончила двухмесячные учительские курсы в городе Городище. После них 3 года проработала учителем в сельской школе.
Вышла замуж за директора школы, преподавателя математики А.А. Смирнова, который погиб в 1943 году на фронте во время Великой Отечественной войны. Матрёна Платоновна осталась одна с двумя маленькими сыновьями и больше не вышла замуж. Всю оставшуюся жизнь М.П. Смирнова прожила в своём родном селе, Русском Ишиме.

## Творческий путь
Матрёна Смирнова начала писать с юных лет, писала пьесы и рассказы.
Первые стихи появились в областной газете «Пензенская правда»,
затем в 1952 году вышел первый небольшой сборник стихов «У нас в селе». 
В 1963 году стихотворение «Милая роща», написанное Матрёной Платоновной, привлекло внимание пензенского композитора Октября Васильевича Гришина своей проникновенностью, внешней лёгкостью и глубиною чувств. Он предложил поэтессе своё соавторство, и вскоре появилась на свет одноимённая песня, которую начал исполнять Пензенский русский народный хор, возглавляемый О.В. Гришиным. Вера Аношина стала первой исполнительницей этой песни, затем её запевала Мария Крохина. «Милой роще» посчастливилось, и её тепло принимали всюду, где гастролировал хор. И вскоре она приобрела статус народной, и о Матрёне Смирновой заговорили.
Для произведений пензенской поэтессы находили место на своих страницах газеты «Правда» и «Сельская жизнь», журнал «Крестьянка», альманах «Земля родная». Отдельными изданиями вышли две поэмы и несколько сборников стихов.
В 1964 году поэтессу приняли в Союз писателей СССР. Её стихи печатали во многих советских газетах и журналах. На произведения Матрёны Платоновны написано более двадцати песен композиторами Пензы, Москвы, Санкт-Петербурга. В честь поэтессы берёзовой роще площадью 19 гектаров на берегу реки Ишимки присвоен статус заповедной и дано название «Русско-Ишимская берёзовая роща имени М.П. Смирновой».

## Произведения

### Поэмы
- 1957 – «Орловы»;
- 1963 – «Калина».

### Книги для детей
- «Стихи для маленьких»;
- «Водовоз»;
- 1959 – «Таня-неумелочка»;
- 1962 – «Чудесная корзинка».

### Сборники стихов

Памятник М.П. Смирновой в Городище

- 1952 – «У нас в селе»;
- 1960 – «Деревенские вечера»;
- 1967 – «Милая роща»;
- 1979 – «Наша сторона».

## Увековечение памяти
21 ноября 2013 года в г. Городище Пензенской области на территории районной библиотеки и детской школы искусств был открыт памятник Матрёне Смирновой (скульпторы Николай Мордовин и Михаил Михайлов). Открытие памятника приурочено к 100-летнему юбилею поэтессы.
В честь Матрёны Смирновой названа одна из улиц г. Городище.